# Jonas Forsslund
Jonas Forsslund, född 1754 i Fors socken i Jämtland, död den 9 mars 1809 i Stockholm, var en svensk porträttmålare och bildhuggare. 

## Biografi
Som handelsbiträde i Uppsala sysselsatte han sig på lediga stunder med pastellmålning och några av hans studier förevisades hertig Carl vid ett besök i universitetsstaden. Därmed kom Forsslund under hertigens beskydd. 
Forsslund blev elev vid konstakademien, under det han fick enskild undervisning av Gustaf Lundberg. 1794 blev han ledamot av Målare- och Bildhuggareakademien och utnämndes därefter år 1800 till professor. 
Hans förnämsta arbeten är en större tavla, föreställande Gustav III med gemål och son; en dylik över Gustav IV Adolf och drottning Fredrika Dorotea Vilhelmina, nu på Haga slott; en tredje föreställande en fröken Piper, blomsterströende sin systers grav samt åtskilliga porträtt och pasteller. 
Senare sysselsatte sig Forsslund även med modellering och har efterlämnat en byst av Linné i brons vid Naturhistoriska Centralmuseet i Helsingfors, ursprungligen köpt av Kungliga Akademien i Åbo. Han gjorde även medaljonger i gips och biskvi.. Forsslund är representerad vid bland annat Nationalmuseum i Stockholm  och Norrköpings konstmuseum.

## Urval av verk

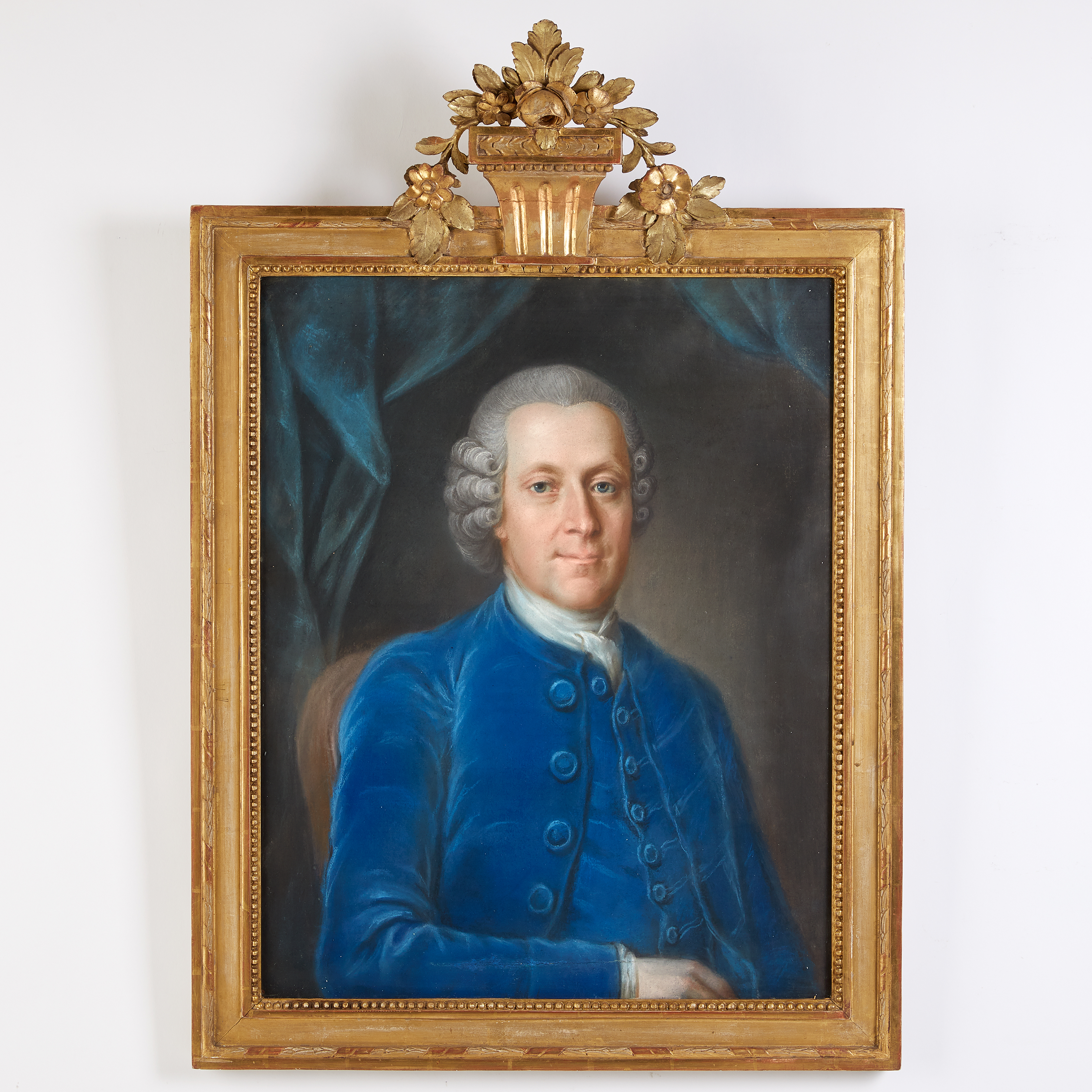
Porträtt av Lorentz Görges. (ca 1770)
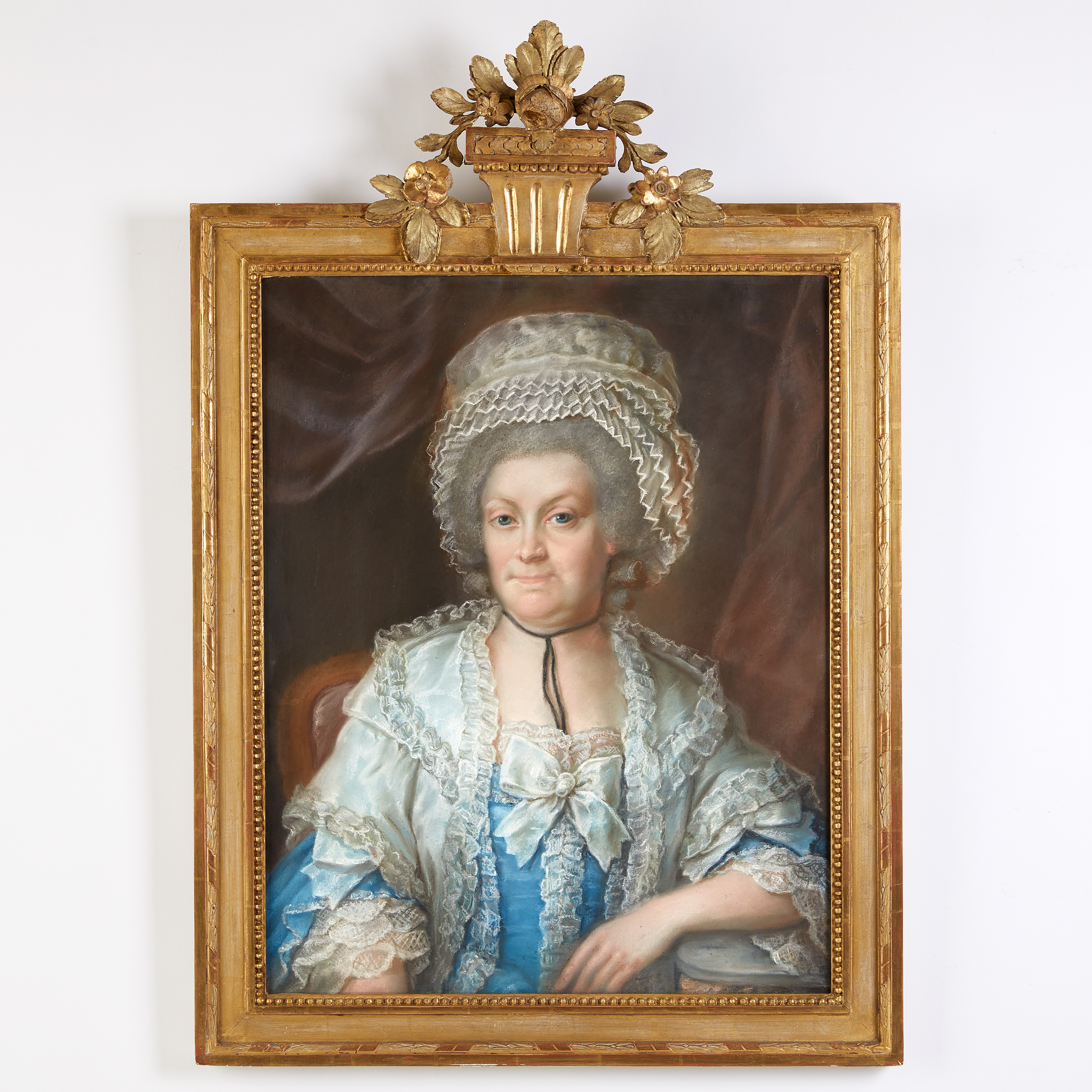
Porträtt av Hedvig Elisabet Bohman, hustru till Lorentz Görges. (ca 1770)
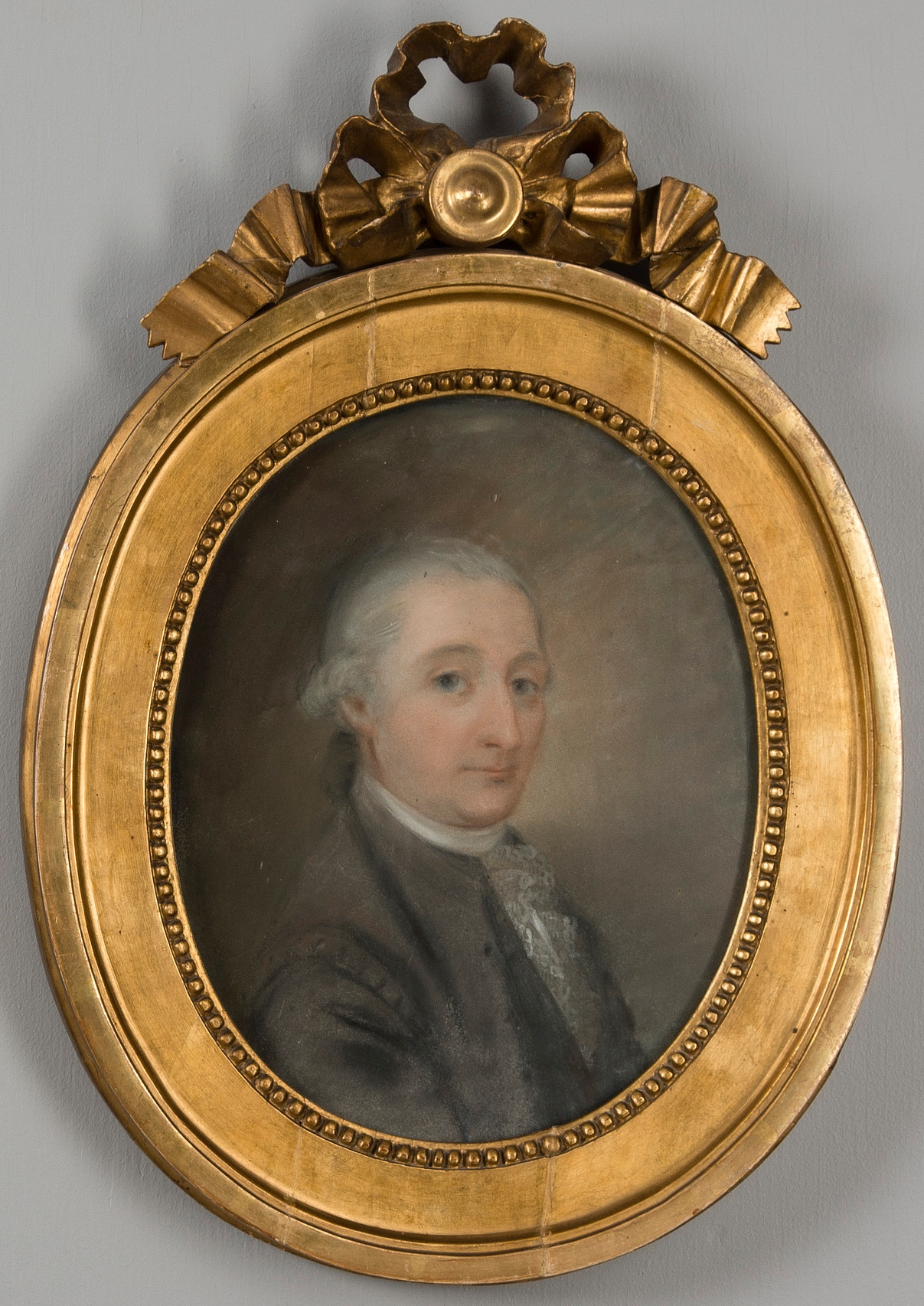
Porträtt av Anders Reimers. (ca 1780)
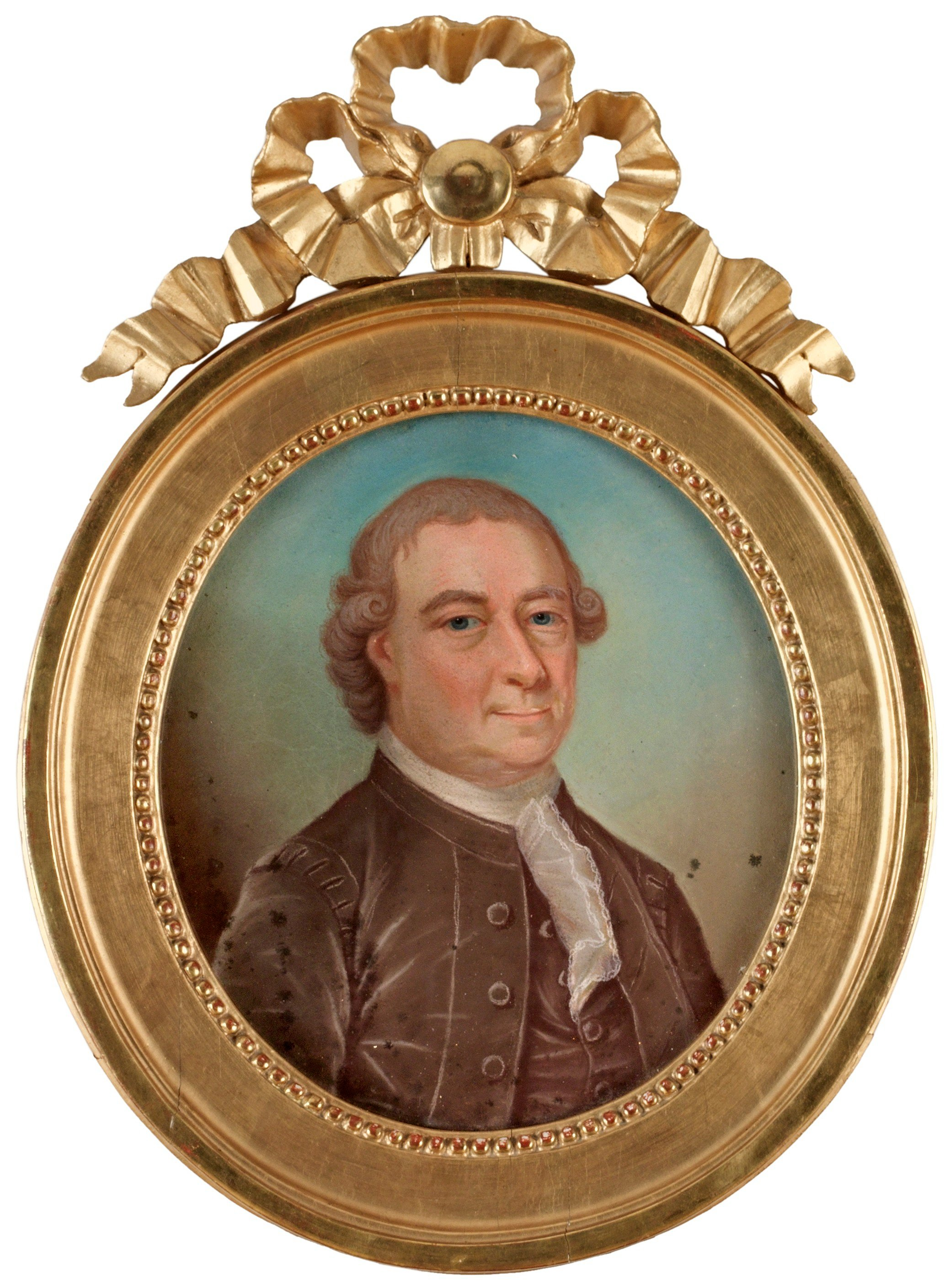
Porträtt av David af Sandeberg. (ca 1780)
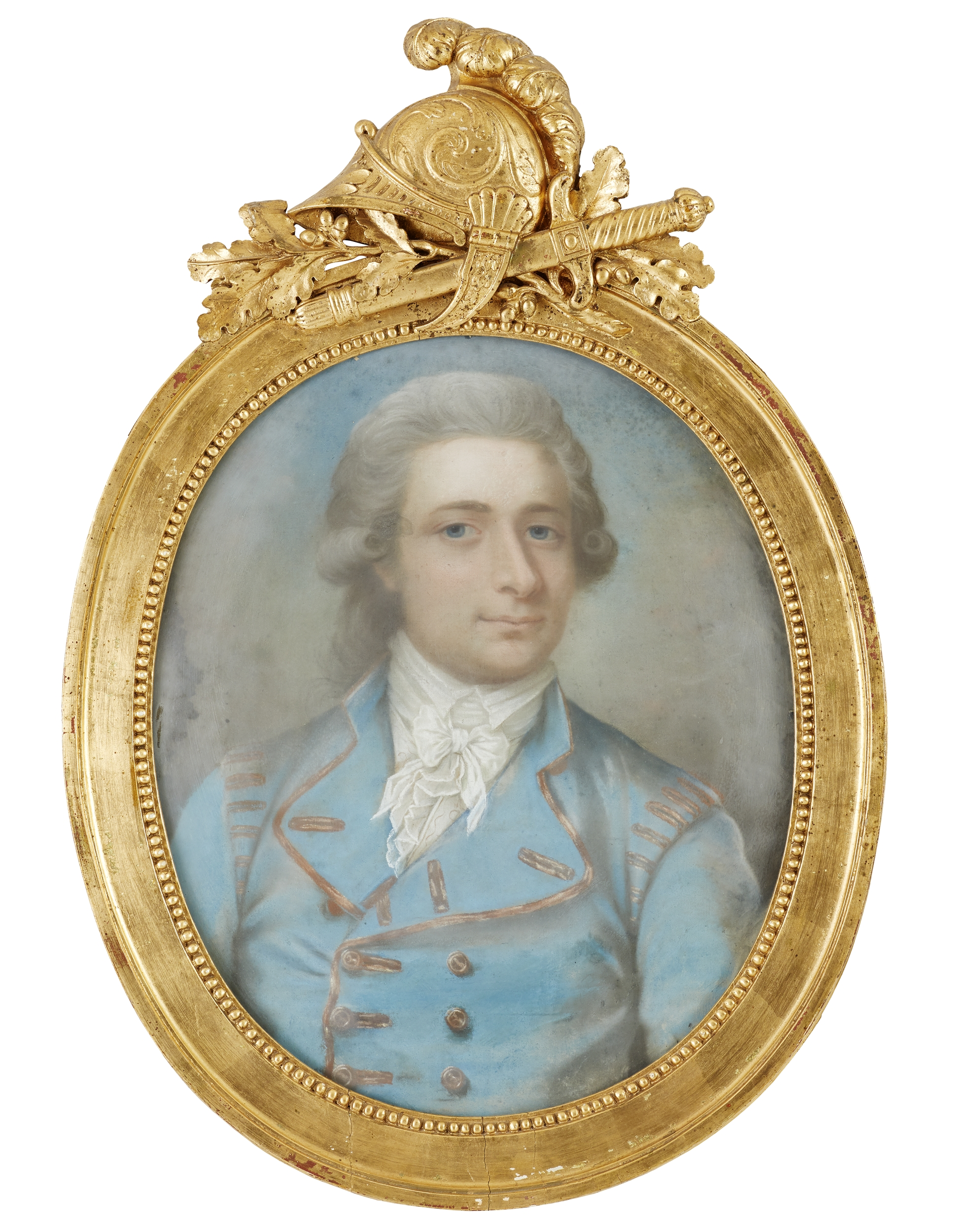
Porträtt av Erik von Boisman (1790)
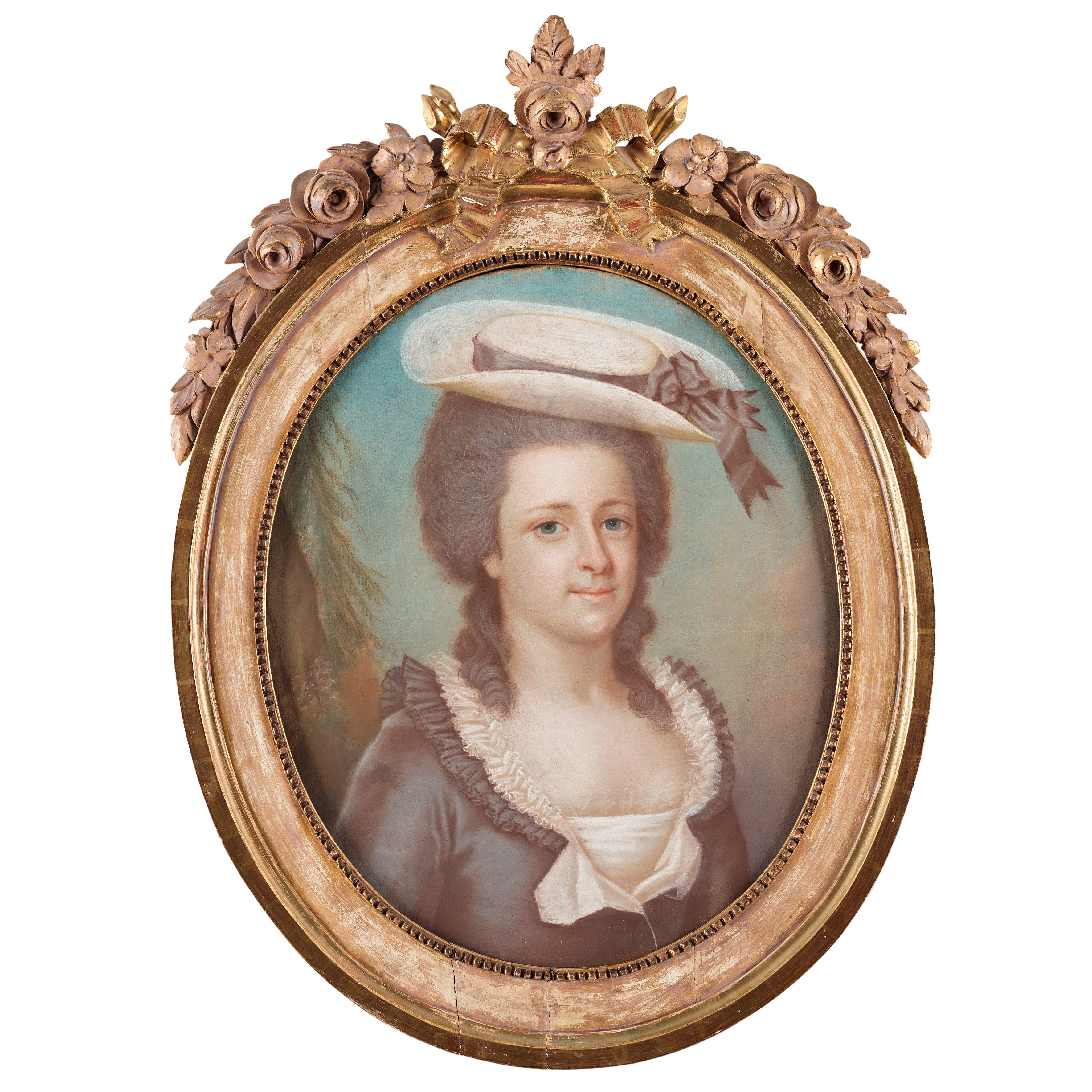
Porträtt av Maria Charlotta von Wahrendorff (ca 1790)
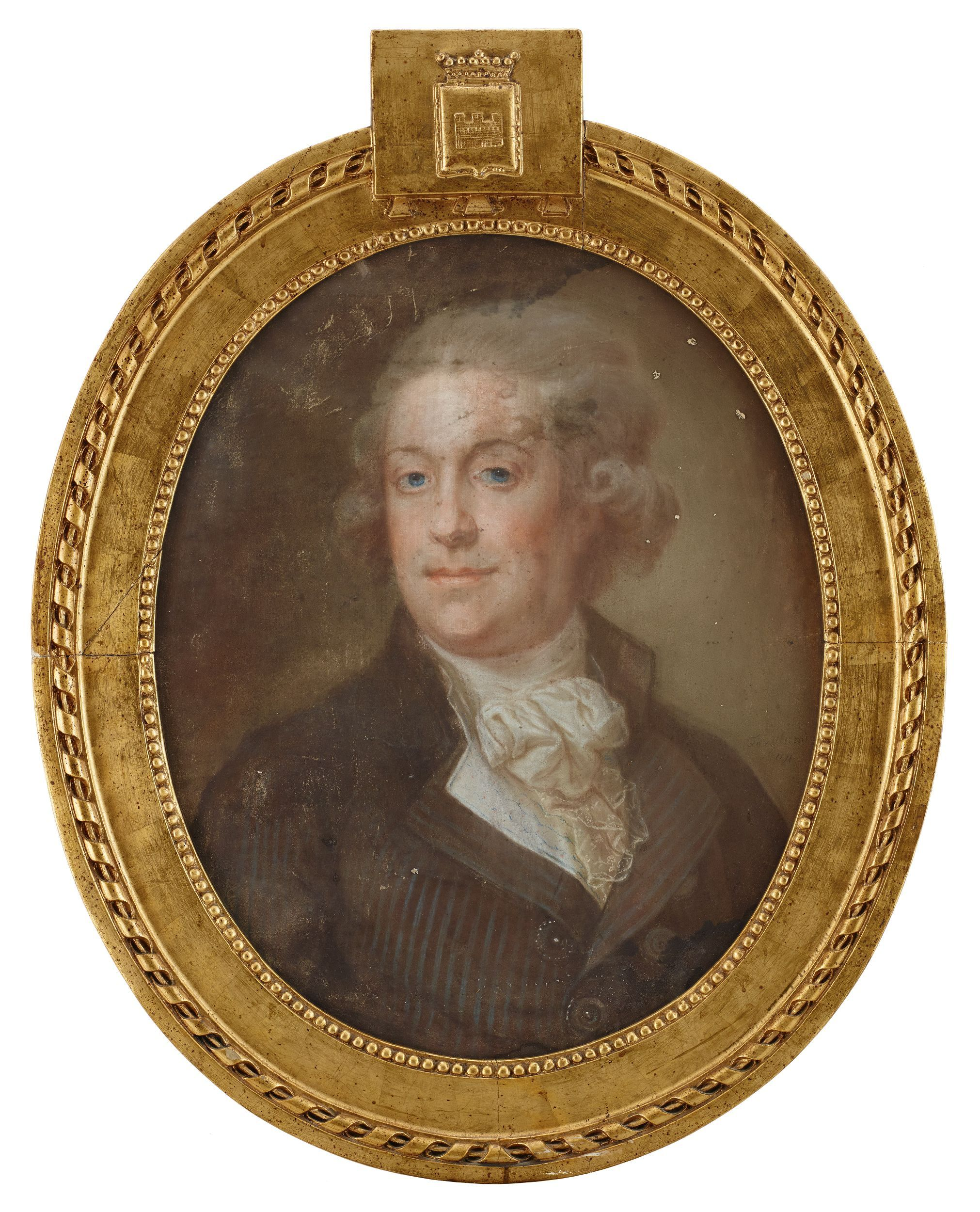
Porrätt av Carl Reinhold Wrangel af Sauss. (1791)
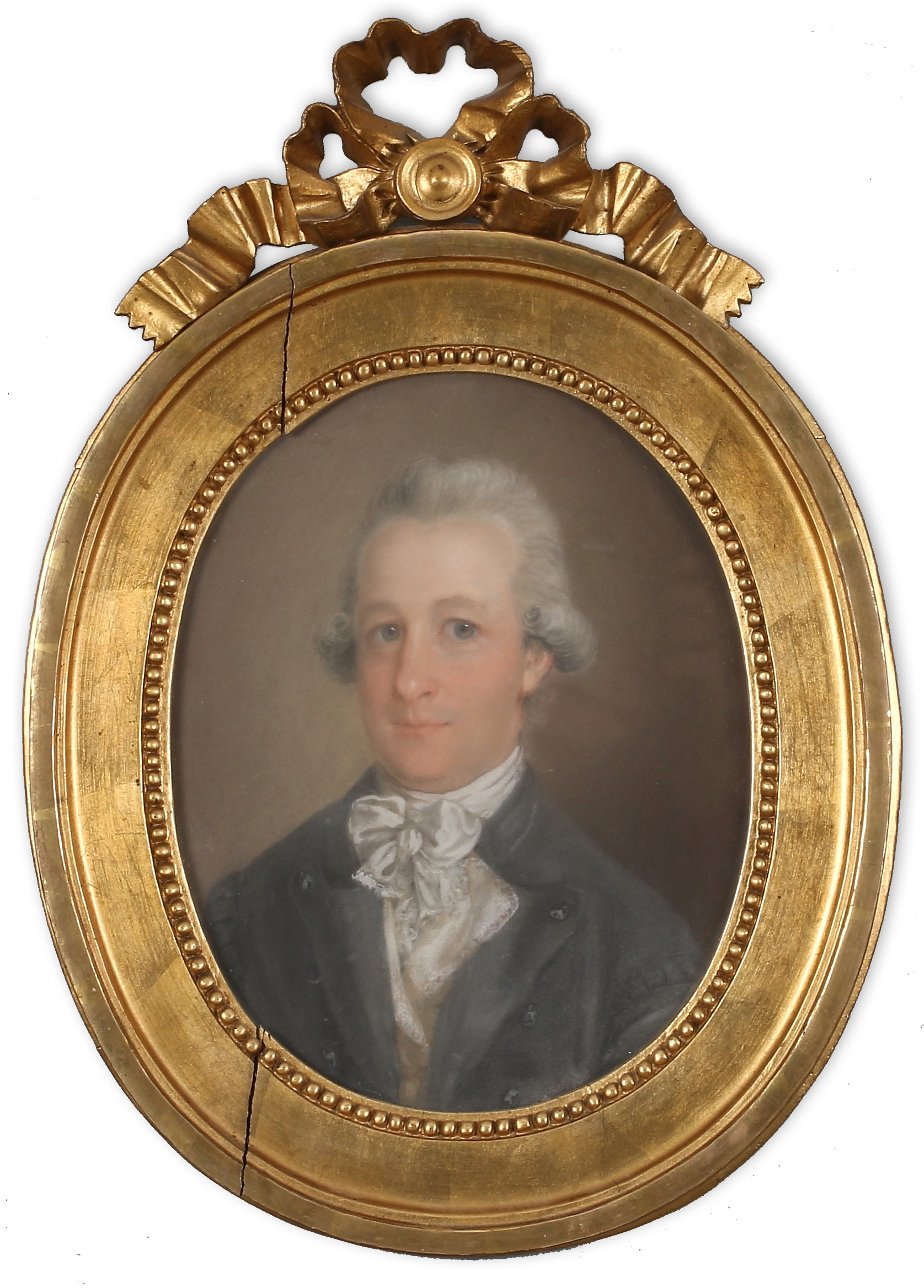
Porträtt av Häradshövding Joachim Morsing. (1795)
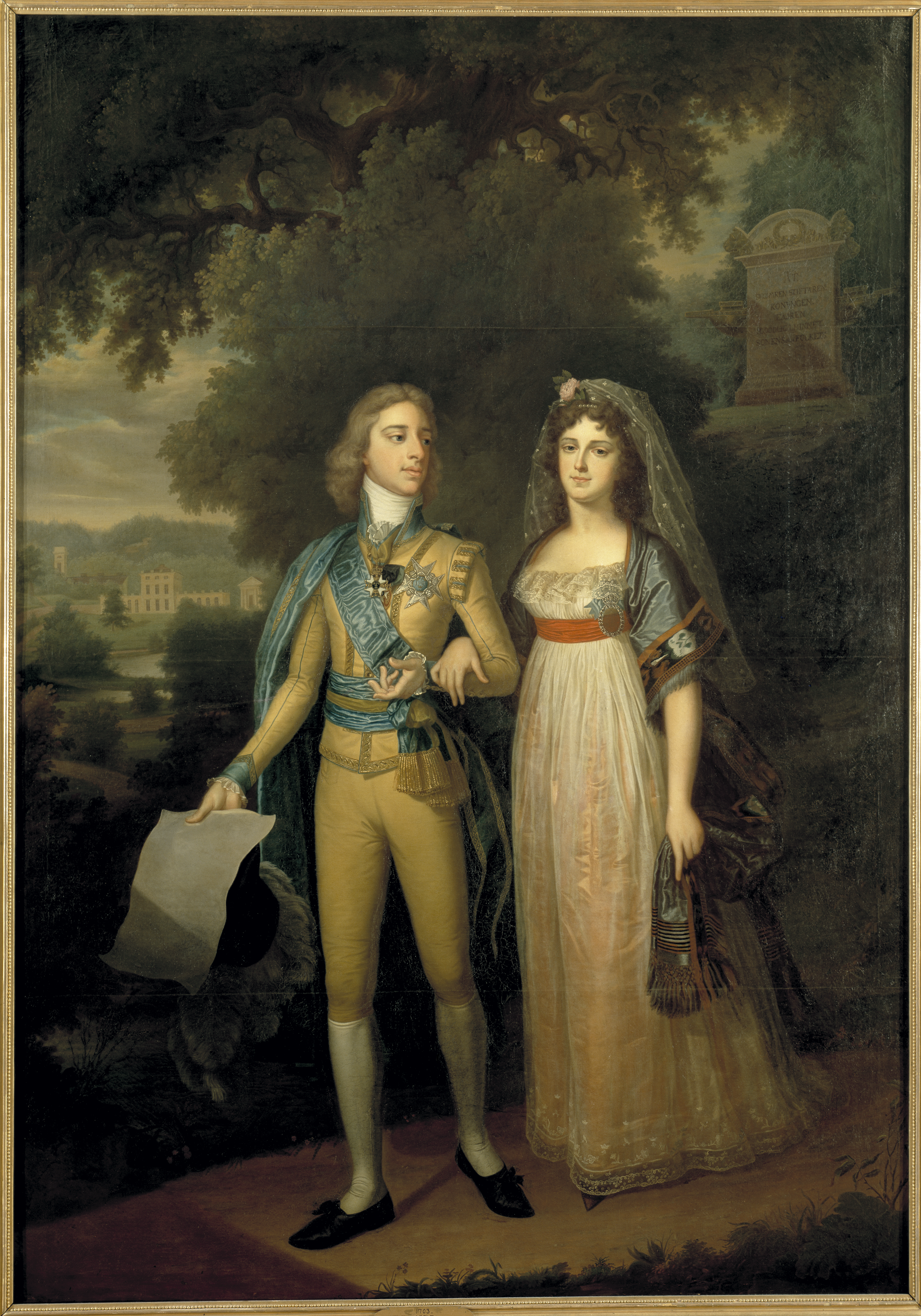
Kung Gustav IV Adolf och drottning Fredrika. (1798)
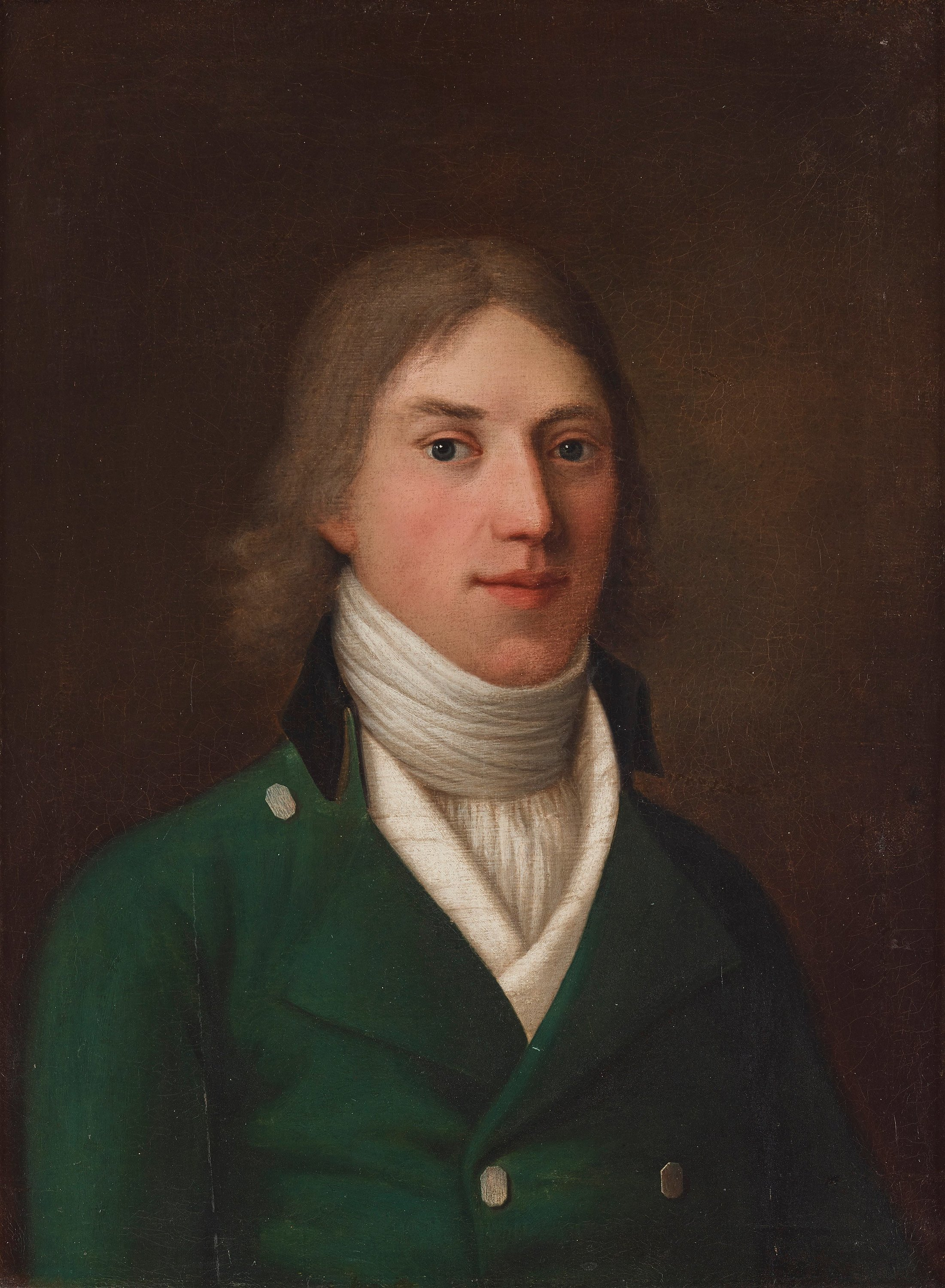
Porträtt av ung man i grön rock. (1799)
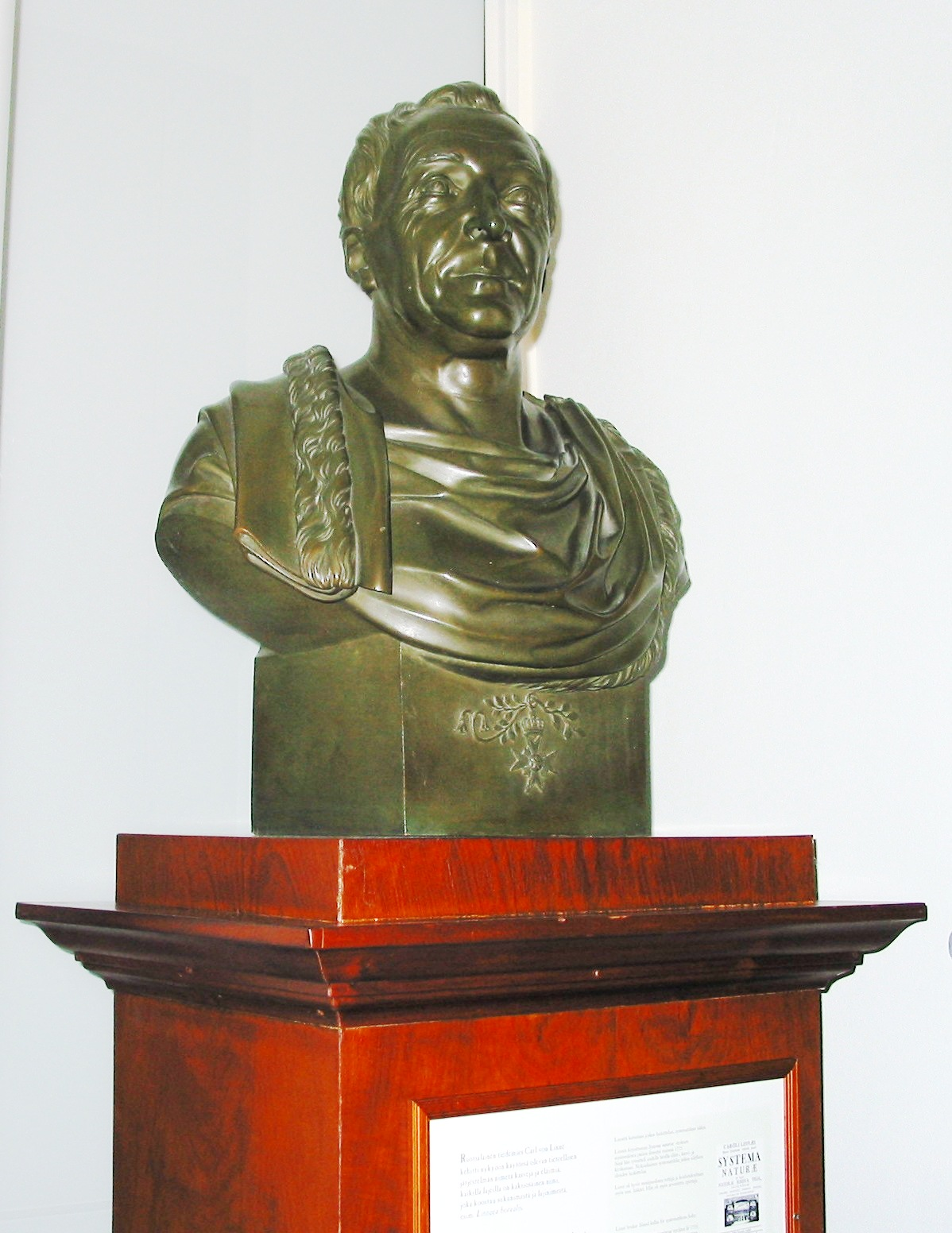
Carl von Linnés byst i brons av Jonas Forsslund, år 1807, numera vid Naturhistoriska Centralmuseet i Helsingfors.